# افغانستان، حقیقت گمشده
افغانستان حقیقت گمشده فیلمی مستند است از یاسمین ملک نصر که در سال ۱۳۸۱ خورشیدی ساخته شده‌است این فیلم راجع به سفر ۴۸۳۰ کیلومتری یاسمین ملک نصر به افغانستان پس از سقوط طالبان است. این فیلم در جشنواره فیلم ترایبکا نمایش داده شد.